# Sicyopterus micrurus
Sicyopterus micrurus és una espècie de peix de la família dels gòbids i de l'ordre dels perciformes.

## Morfologia
- Els mascles poden assolir 9,5 cm de longitud total.[4][5]

## Hàbitat
És un peix de clima tropical i demersal.

## Distribució geogràfica
Es troba des d'Indonèsia i les Filipines fins a les Illes de la Societat.

## Observacions
És inofensiu per als humans.